# Onderwereld (misdaad)
De onderwereld, kan in de context van misdaad worden omschreven als het milieu van criminelen. De criminele netwerken en activiteiten in de onderwereld zijn voor de gewone buitenwereld moeilijk zichtbaar. De term onderwereld is afkomstig van de onderwereld waar volgens de mythen in veel religies en culturen de overledenen naartoe gaan.